# Ертінген
Ертінген (нім. Ertingen) — громада в Німеччині, знаходиться в землі Баден-Вюртемберг. Підпорядковується адміністративному округу Тюбінген. Входить до складу району Біберах.
Площа — 37,74 км2. Населення становить 5402 ос. (станом на 31 грудня 2020).